# Rhinanthus riphaeus
Rhinanthus riphaeus là loài thực vật có hoa thuộc họ Cỏ chổi. Loài này được Krock. miêu tả khoa học đầu tiên năm 1823.